# Modellistica analogica
La modellistica analogica è una tecnica di laboratorio che consente di riprodurre in piccola scala sistemi geodinamici reali e ha come scopo l'analisi dei processi deformativi a varie scale (da litosferica a mesoscopica) e la verifica di ipotesi di evoluzione deformativa ricavata dallo studio geologico-strutturale sul terreno.
Il vantaggio dei modelli analogici è che offrono l'opportunità di studiare l'influenza dei vari parametri sulla geometria e cinematica dei sistemi deformativi, difficilmente deducibili partendo dall'analisi dei dati reali. 
Tuttavia, la modellizzazione analogica non si deve intendere unicamente come la riproduzione in scala di situazioni reali, ma come una metodologia destinata a studiare i parametri che influenzano lo sviluppo dei processi geologici, e determinare l'influenza di ciascuno di essi sulla geometria e cinematica.